# АУЕ

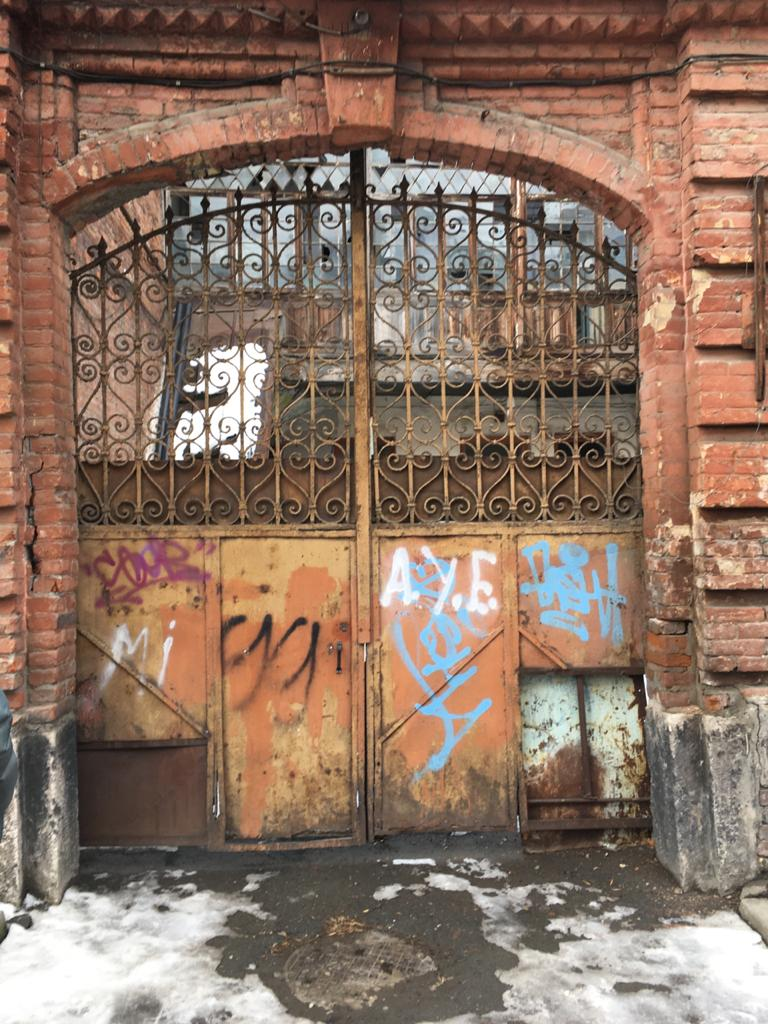
Напис на воротах «А.У.Е.», Росія

АУЕ або А.У.Е. — (абревіатура від рос. арестантский уклад един або рос. арестантское уркаганское единство) у Росії — неформальний рух та ідеологія молодіжних банд, що складаються з дітей, підлітків та юнаків.

## Історія
Спочатку ця ідеологія поширилася лише всередині колоній для неповнолітніх. Наприкінці 2000-х років вона стала поширюватися і в школах, інтернатах, дитячих будинках та спецучилищах. У червні 2016 року рада з прав людини Росії повідомила про те, що цей бандитський рух узяв під свій контроль навчальні заклади у 18 регіонах Росії, в тому числі в Бурятії, Московській, Челябінській, Ульяновській та Тверській областях, а також у Забайкальському і Ставропольському краях. Ця бандитська ідеологія пропагує злодійські поняття російського кримінального середовища і тюремні поняття.
У грудні 2016 року повідомлялося про діяльність бандитів-прихильників АУЕ в Усольскому гвардійському кадетському училищі в Іркутській області.

## Діяльність
Члени злочинних об'єднань, які відносять себе до АУЕ, встановлюють у навчальних закладах свої порядки — встановлюють окремі парти для «опущених», здирництвом та погрозами збирають з дітей гроші в злодійський «общак», а тих, хто відмовляється здавати гроші, роблять «опущеними». Іноді такі банди мають кураторів із дорослих кримінальних угруповань, які призначають своїх «смотрящих».
Також бандити з АУЕ створюють спільноти в соціальних мережах, на які підписуються сотні тисяч людей. Так в соціальній мережі ВКонтакте створені спільноти «АУЕ Шпана», в якій перебуває близько 103 000 учасників, «Криминальная группа. Бродяги. ABC7 BLACKBORZ АУЕ», у якій перебуває близько 70 000 учасників. Тематика повідомлень у цих спільнотах — одурманення злодійською романтикою, пропаганда і романтизація кримінального способу життя, злодійських понять і кримінального світогляду. А всього в таких інтернет-спільнотах назбирується до 800 000 осіб.
Бандити АУЕ одного хлопчика за крадіжку банана посадили в мішок, на ніч віднесли в ліс, потім принесли, переодягли в жіночий одяг і побили. Дівчаткам, які захищали іншого хлопчиська, наливали гарячий суп в руки і примушували їсти. Ще дітям припікали руки прасками і підвішували їх вниз головою.
У Бурятії одну дитину, яка відмовилася віддавати бандитам гроші, довели до того, що вона хотіла повіситися. У місті Хілок Забайкальського краю натовп малолітніх бандитів напав на поліційний відділок, вимагаючи звільнити їх арештованого товариша.
28 травня 2017 року натовп підлітків з криками «АУЕ» напав на поліцейський автомобіль, в якому перебували співробітники поліції, що забезпечували порядок на фестивалі фарб у Челябінську, і обматюкали поліцейських.

## Протидія бандитам
У селищі міського типу Новопавлівка Забайкальського краю батьки вчинили розправу над малолітніми злочинцями, які контролювали місцеву школу № 17: бандити обклали даниною учнів: від 100 до 250 рублів на місяць з кожного. З одного з дітей за прострочений платіж зірвали куртку в мороз мінус 40. Зібрані гроші малолітні здирники передавали дорослим злочинцям. Після цього кореспондент The Moscow Times Олівер Керрол відвідав Новопавлівку і написав про це статтю.
17 серпня 2020 року рішенням Верховного Суду Росії за позовом Генеральної прокуратури Російської Федерації рух АУЕ було визнано екстремістською організацією.

## Відео
- Канал АУЕ на YouTube (рос.)
- "Детки". Фильм Инны Осиповой из цикла "НТВ-видение" на YouTube (рос.)
- Яна Лантратова рассказала В.В. Путину о проблеме АУЕ на YouTube (рос.)
- Забайкальская каморра. Специальный репортаж Алексея Симахина на YouTube (рос.)

## Публікації
- Алексей Тарасов Страна из трех букв [Архівовано 29 червня 2017 у Wayback Machine.] // Новая газета. — 2017. — № 63. — 16.06.2017 (рос.)
- Олег Кашин Republic — АУЕ навсегда: как выглядит настоящая молодежная политика [Архівовано 4 липня 2017 у Wayback Machine.] (рос.)
- Обзор на сайте Meduza: Что такое АУЕ и стоит ли его опасаться Это «объект поклонения криминальных подростков» или городской фольклор? [Архівовано 2 липня 2017 у Wayback Machine.] (рос.)